# Media Factory
Media Factory (Nhật: メディアファクトリー Hepburn: Mediafakutorī), trước đây là Media Factory, Inc. (株式会社メディアファクトリー Kabushiki gaisha Mediafakutorī) là một nhà xuất bản và tên thương hiệu của Tập đoàn Kadokawa. Nó được thành lập vào ngày 1 tháng 12 năm 1986, đặt trụ sở tại Shibuya, Tokyo. Nó từng là công ty con của Recruit. Media Factory có thể là nhà phân phối anime đầu tiên yêu cầu các trang web không để liên kết đến fansub của bất kỳ bộ anime nào do công ty cấp phép bản quyền. Media Factory cũng ấn hành tạp chí manga ra hàng tháng, Monthly Comic Alive, và ấn hiệu light novel của riêng nó, MF Bunko J. Media Factory cũng là bên giữ bản quyền phân phối loạt tiểu thuyết The 39 Clues tại Nhật Bản.
Ngày 12 tháng 10 năm 2011, Media Factory được bán cho Tập đoàn Kadokawa với giá 8 tỉ yên. Media Factory chấm dứt loại hình kabushiki gaisha của nó vào ngày 1 tháng 10 năm 2013 sau khi cùng với tám công ty khác sáp nhập thành các thương hiệu trực thuộc Tập đoàn Kadokawa. Trụ sở mới của nó được dời về Chiyoda.

## Tạp chí
- Comic Cune
- Da Vinci
- Monthly Comic Alive
- Monthly Comic Flapper
- Monthly Comic Gene

## Ấn hiệu light novel
- Fleur Bunko Bleu Line
- Fleur Bunko Rouge Line
- MF Books
- MF Bunko DA VINCI
- MF Bunko DA VINCI MEW
- MF Bunko J

## Xê-ri anime
Các tựa anime sau đây có liên kết với Tập đoàn Kadokawa / Media Factory
- Absolute Duo (Manga, TV)
- Akane Maniax (OAV)
- Area 88 (TV, manga)
- Aquarion Evol (manga)
- ATASHIn'CHI (phim điện ảnh)
- Baka to Test (TV)
- Brave 10 (TV)
- Burst Angel (TV)
- Candy Boy (manga)
- Dance in the Vampire Bund (manga)
- D-Frag! (TV)
- Divergence Eve (TV)
- Dokkoida?! (TV)
- Fantastic Children (TV)
- Gad Guard (TV)
- Gankutsuou (TV)
- Gate Keepers (TV)
- Genshiken (TV)
- Gift ~eternal rainbow~ (TV)
- Ginga Reppuu Baxinger (TV)
- Ginga Senpuu Braiger (TV)
- Ginga Shippu Sasuraiger (TV)
- Gravion (TV)
- Green Green (OVA)
- High School DxD (TV)
  - High School DxD New (TV)
  - High School DxD BorN (TV)
- Ikki Tousen (TV)
- Kage Kara Mamoru! (TV)
- Kamisama Kazoku (TV)
- Kanokon (TV, OAV)
- Kimi ga Nozomu Eien (TV)
- Kujibiki Unbalance (OAV)
- Kurau: Phantom Memory (TV)
- Mai (manga)
- Maria Holic (TV)
- Mouse (TV)
- Najica Blitz Tactics (TV, manga)
- No Game No Life (TV, manga)
- Overlord
- Okusama wa Mahou Shoujo (TV)
- Plawres Sanshiro (TV)
- Pokémon - Destiny Deoxys (phim điện ảnh)
- Pokémon: Jirachi Wish Maker (phim điện ảnh)
- Pokémon 4Ever (phim điện ảnh)
- Prince of Stride (TV)
- Project A-ko (phim điện ảnh)
  - Project A-ko 2: Plot of the Daitokuji Financial Group (OAV)
  - Project A-ko 3: Cinderella Rhapsody (OAV)
  - Project A-ko 4: Final (OAV)
  - A-Ko The Versus (OAV)
- Pugyuru (TV)
- Queen's Blade (TV, OAV)
- RahXephon (TV, OAV, phim điện ảnh)
- Alexander Senki (TV)
- School Rumble (TV)
- Shura no Toki (TV)
- Soul Eater (TV)
- Sousei no Aquarion (TV)
- Strawberry Panic! (TV) – nhà tài trợ, phân phối đĩa phim
- Tenbatsu Angel Rabbie (OAV)
- Narue no Sekai (TV)
- Translucent (manga)
- Twin Spica (TV, manga)
- UFO Ultramaiden Valkyrie (TV)
  - UFO Princess Valkyrie 2 (TV)
  - UFO Princess Valkyrie Deluxe (OAV)
- Machine-Doll wa Kizutsukanai (TV)
- Vandread (TV)
  - Vandread Taidouhen (OAV)
  - Vandread: The Second Stage (TV)
- Wandaba Style (TV)
- i-wish you were here- (TV)
- Zero no Tsukaima (Manga, TV[5])